# کشتی سوخت‌رسان کلاس سیمارون (۱۹۳۹)
اویلر کلاس سیمارون (۱۹۳۹) (به انگلیسی: Cimarron-class oiler (1939)) یک کلاس از کشتی است که طول آن ۵۵۳ فوت (۱۶۹ متر) می‌باشد.